# Alyssum stapfii
Alyssum stapfii là một loài thực vật có hoa trong họ Cải. Loài này được Vierh. mô tả khoa học đầu tiên năm 1914.